# Igava
Igava ist ein Bezirk (Ward) des Distriktes Mbarali in der tansanischen Region Mbeya.

## Geografie
Igava liegt im Südwesten von Tansania, rund 26 km von der Distrikthauptstadt Mbarali und 100 km von der Regionshauptstadt Mbeya entfernt. Das größte Gewässer ist der Ruaha. Der Bezirk ist 2789 Quadratkilometer groß, bei der Volkszählung 2022 lebten 17.396 Menschen in 3325 Haushalten.

## Gliederung
Der Bezirk besteht aus fünf Gemeinden (Mtaa) mit 27 Orten (Kitongoji):
| Iwalanje - Kinyilongo - Ndolela - Mapelemehe - Salikova - Mgona | Igava - Kilombero - Mkutano - Makondo - Utaulwa - Mahagasa | Igunda-Muungano - Lembuka - Mwenge - Azimio - Mlangali - Mshikamano - Shuleni - Manispaa | Ikanutwa - Lyambogolo A - Lyambogolo B - Kichanganyi - Kibondemaji - Nyamajojolo | Vikaye - Ukwava - Mfwalulenga - Vikaye - Kipangala - Mtakuja |

## Wirtschaft und Infrastruktur
- Landwirtschaft: Rund 8000 Landwirte bauen Reis, Mais, Hirse, Süßkartoffeln, Sonnenblumen, Erdnüsse, Nüsse, Hülsenfrüchte, Bohnen und verschiedene Gemüsesorten an. Als Nutztiere werden überwiegend Rinder gehalten.[6]
- Bildung: Im Bezirk Igava gibt es fünf Grundschulen[6] und seit 2014 eine weiterführende Schule, die Jugendliche bis zur 4. Stufe ausbildet.[7]
- Gesundheit: Zwei öffentliche Apotheken, eine in Igava und eine in Iwalanje, bieten der Bevölkerung eine medizinische Grundversorgung.[8][9]

## Sehenswürdigkeiten
Im Norden hat Igava Anteil am Ruaha-Nationalpark, dem zweitgrößten Nationalpark Tansanias.